# Bolboceratex spurius
Bolboceratex spurius là một loài bọ cánh cứng trong họ Geotrupidae. Loài này được Péringuey miêu tả khoa học năm 1901.
Loài này phân bố ở Zimbabwe.